# St. Leonhard (Mittelricht)

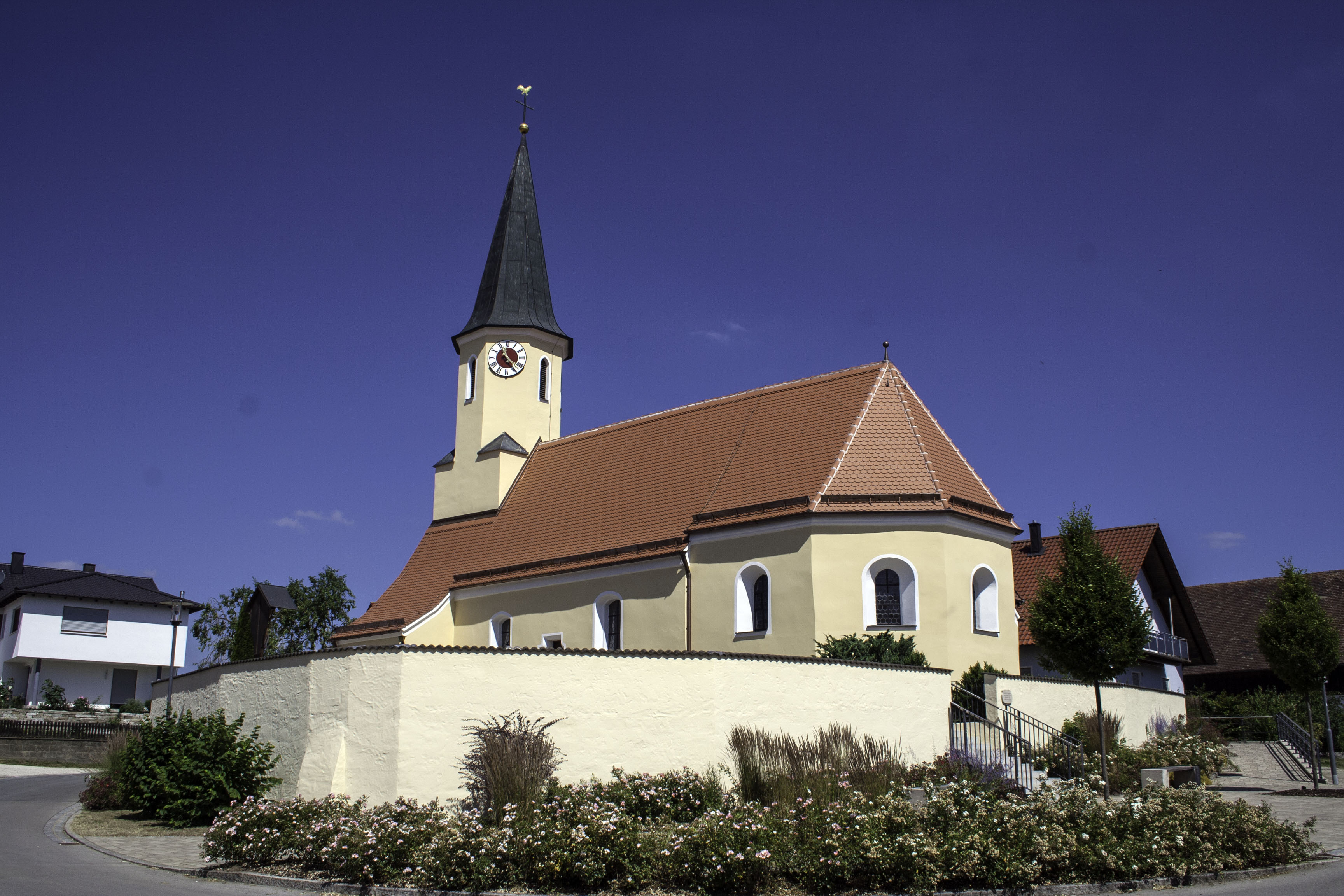
St. Leonhard (Mittelricht)

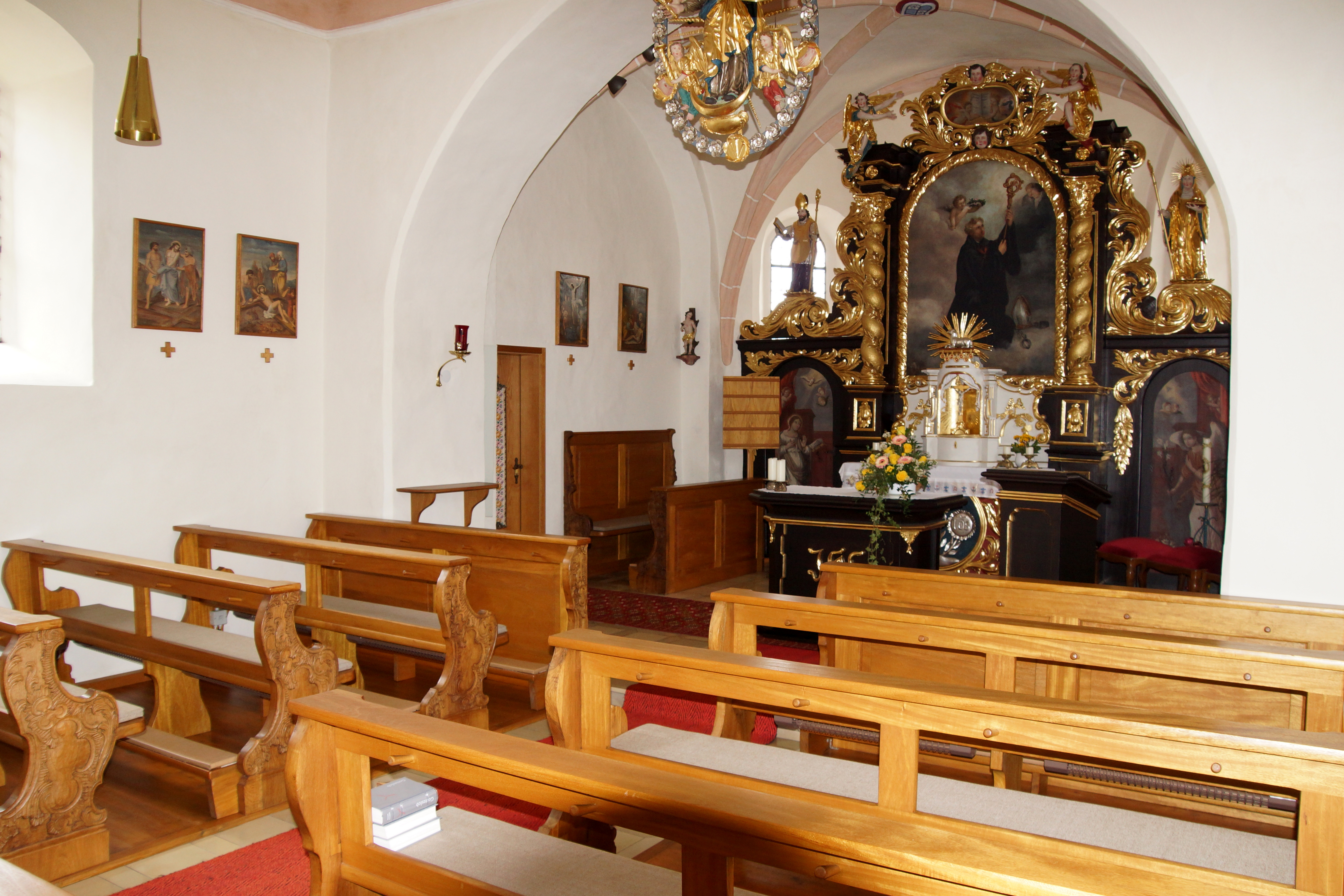
Innenansicht

Die römisch-katholische, denkmalgeschützte Filialkirche St. Leonhard steht in Mittelricht, einem Gemeindeteil der Gemeinde Berngau im Landkreis Neumarkt in der Oberpfalz. Die Kirche gehört zum Pfarrverband Berngau-Reichertshofen im Dekanat Neumarkt in der Oberpfalz des Bistums Eichstätt. Das Bauwerk ist unter der Denkmalnummer D-3-73-114-11  als Baudenkmal in die Bayerische Denkmalliste eingetragen. Kirchenpatron ist Leonhard von Limoges.

## Beschreibung
Die im Kern romanische Saalkirche aus dem 13. Jahrhundert wurde 1720 barock verändert. Sie besteht aus einem Langhaus, einem eingezogenen, dreiseitig geschlossenen Chor im Osten, an dessen Nordwand die Sakristei angebaut ist, und einem Kirchturm auf quadratischem Grundriss im Westen, dessen oberstes achteckiges Geschoss die Turmuhr und den Glockenstuhl mit drei Kirchenglocken aus dem Jahr 1921 beherbergt. Darauf sitzt ein spitzer Helm. 
Der Innenraum des Langhauses ist mit einer Decke mit Hohlkehle überspannt, der des Chors und der des Erdgeschosses des Kirchturms mit einem Kreuzgewölbe. Zur Kirchenausstattung gehört ein um 1700 gebauter Hochaltar mit seitlichen Türen, über denen sich Statuen des Willibald von Eichstätt und der Walburga befinden. Über dem Chorbogen ist eine Himmelskönigin aus dem 17. Jahrhundert angebracht.